# ساچیا ویکری
 ساچیا ویکری (انگلیسی: Sachia Vickery؛ زادهٔ ۱۱ مهٔ ۱۹۹۵) یک تنیس‌باز اهل ایالات متحده آمریکا است.